# Silvio Jesenković
Silvio Jesenković (Zagreb, 22. prosinca 1962.) je hrvatski fotograf, filmski redatelj, direktor fotografije i televizijski snimatelj. 
Rođen u Zagrebu 1962. Sredinom osamdesetih radi kao fotograf u raznim zagrebačkim novinama (Studentski list, TOP, Mila, Arena). Kao član filmskog kluba «Enthusia Planck» iz Samobora bavi se amaterskim filmom i nenamjenskom fotografijom. 1989 god. upisuje se na odsjek Filmskog i televizijskog snimanja Akademije dramskih umjetnosti u Zagrebu. 
Sredinom 1991. god. počinje raditi kao snimatelj vijesti HRT-a u ratom zahvaćenim područjima. 
Godinu dana kasnije, pa do sredine 1995 god. radi kao slobodni novinar za nekoliko svjetskih novinskih agencija i europskih televizijskih kuća (Reuters, WTN, DR1, WDR, VOX, BBC, ZDF). 
U istom periodu snima i petnaestak dokumentarnih filmova većinom ratne tematike. 
Početkom 1993. god. pohađa seminar za direktore fotografije na Australian Film, Television and Radio School u Sydneyu. Od svibnja 1995 god. do lipnja 1996 god. radi kao snimatelj u Associated Press Television agenciji nakon čega se vraća na Akademiju na kojoj diplomira 1998. god. s dokumentarnim filmom "Jason" kao redatelj/snimatelj, te diplomskom radnjom na temu "Filmska i televizijska rasvjeta". 
Od početka 2002 do 2005 god. živi u Kanadi gdje radi kao snimatelj na nacionalnoj televiziji CBC, snima jedan kratki i dva igrana filma. 2005 se vraća u Zagreb gdje radi kao redatelj i direktor fotografije (serije: Bitange i princeze, Cimmer fraj, filmovi Kraljica noći, Duh u močvari i dr.). Snimio dvadesetak dokumentarnih filmova, četrdesetak reklamnih i glazbenih klipova, te nekoliko kratkih igranih, devet dugometražnih igranih filmova i devet televizijskih serija.
Od lipnja 2012. predsjednikom je Hrvatskog društva filmskih djelatnika.

## Nagrade
- 2001.: Kodakova nagrada za najbolji snimateljski rad za film Dan pod suncem  na Danima hrvatskog filma
- 2002.: Nagrada Kodak za najbolji snimateljski rad za film Serafin, svjetioničarev sin na puljskom Filmskom festivalu
- 2002.: Zlatna arena za najbolji snimateljski rad za film Serafin, svjetioničarev sin[2] na puljskom Filmskom festivalu

## Filmografija

### Televizijske uloge
- "Novo doba" kao purger #3 (2002.)
- "Bitange i princeze" kao novinar "Hrvatskog konja" (2008.)
- "Rat prije rata" kao Eric Martin (2018.)

## Vanjske poveznice
- Osobne stranice  Arhivirana inačica izvorne stranice od 17. svibnja 2007. (Wayback Machine)
- Silvio Jesenković u internetskoj bazi filmova IMDb-u (engl.)